# Léon Yombe
Léon Yombe (ur. 7 kwietnia 1944) – kongijski lekkoatleta, sprinter, olimpijczyk.
Zawodnik reprezentował swój kraj na igrzyskach w Tokio, startował w biegu na 100 metrów mężczyzn - odpadł w eliminacjach z czasem 10.8 s.